# Драгунская волость (Карачевский уезд)
Драгу́нская во́лость — административно-территориальная единица в составе Карачевского уезда Орловской (с 1920 — Брянской) губернии. 
 Административный центр — Драгунская слобода города Карачева, позднее село Бережок.
Волость была образована в ходе реформы 1861 года и объединяла пригородные сёла и деревни вокруг уездного города Карачева. Являлась наиболее населённой волостью уезда. Большинство крестьян этой волости до отмены крепостного права были государственными (до XVIII в. — монастырскими).
Вместе с тем, значительную часть территории волости занимали леса.
В апреле 1924 года волость была расформирована, а её территория вошла в состав новообразованной Карачевской волости.

## Административное деление
По состоянию на 1887 год, в Драгунскую волость входили следующие населённые пункты: Желтоводье, Селище (Жиркины Дворы), Вереща, Семеновка 1-я (Ближняя, или Большая), Семеновка 2-я (Дальняя, или Малая, она же Ново-Александровка), Песочня, Погибелка, Кукуева, Одринское, Малая Ильянка, Большая Ильянка (Бутырки), Кашинка, Аксиньина, Мальтина, Алемовка, Моцацуевка, сл. Стрелецкая, Барановка, Грибовы Дворы, Прилепы (Стрелецкая тож), Мещерская (Подсосенки тож), сл. Градская Беломестная, Пастушня (Маслова), сл. Ново-Беломестная, Вшивка, Глубочка, сл. Драгунская, выс. Уткин, выс. Злыдневка, сл. Пушкарная, Бережок, Рясник, Трыковка, Верховка, Большая Мокрая, Малая Мокрая, Бойкова, Мазнева.
По состоянию на 1920 год, в Драгунскую волость входили следующие сельсоветы: Аксиньинский, Байковский, Беляеводворский, Бережанский, Ближнесеменовский, Верещанский, Глыбоченский, Градскобеломестный, Дальнесеменовский, Драгунский, Желтоводский, Жиркинский, Ильянский 1-й и 2-й, Кашинский, Мазневский, Малобошинский, Мальтинский, Мещерский, Мокринский, Новобеломестный, Одринский, Пастушинский, Песоченский, Погибельский, Прилепский, Пушкарный, Рясникский, Стрелецкий, Трыковский.